# چه می‌گویند
چه می‌گویند (هندی: क्या कहना) یا چه‌جور بگم فیلمی هندی در سبک است که در سال ۲۰۰۰ منتشر شد. از بازیگران آن می‌توان به پریتی زینتا، سیف علی خان، انوپم کهیر، و فریده جلال اشاره کرد.